# Park (film, 2016)
Pour les articles homonymes, voir Park.
Pour plus de détails, voir Fiche technique et Distribution.
Park est un film grec, réalisé par Sofía Exárchou et sorti en 2016.

## Synopsis
Des jeunes errent dans le Complexe olympique des Jeux olympiques de 2004, en partie à l’abandon…

## Fiche technique
Sauf indication contraire, les informations mentionnées dans cette section peuvent être confirmées par la base de données cinématographiques IMDb,  présente dans la section « Liens externes ».
- Titre original : Park
- Réalisation : Sofía Exárchou
- Scénario : Sofía Exárchou
- Musique : Alexander Voulgaris (en)
- Photographie : Monika Lenczewska
- Montage : Sofía Exárchou et Yorgos Mavropsaridis (en)
- Décors : Pinelopi Valti
- Costumes : Marli Aleiferi
- Production : Christos V. Konstantakopoulos et Amanda Livanou
- Sociétés de production : Faliro House Productions, Madants et Neda Film
- Sociétés de distribution : Neo Films (Grèce), Tamasa Distribution (France)
- Pays de production :  Grèce
- Langues originales : grec, anglais et danois
- Format : couleur — 1,855:1
- Genre : drame
- Durée : 98 minutes
- Dates de sortie :
  - Canada : 9 septembre 2016 (Festival de Toronto)
  - Grèce : 7 novembre 2016 (Festival de Thessalonique) ; 7 mars 2017 (sortie nationale)
  - France : 26 janvier 2017 (Festival d'Angers) ; 8 juillet 2020 (sortie nationale)

## Distribution
- Dimitris Kitsos : Dimítris
- Dímitra Vlagopoúlou : Ánna
- Thomas Bo Larsen : Jens
- Enuki Gvenatadze : Márkos
- Lena Kitsopoulou : la mère de Dimítris
- Yorgos Pandeleakis : le petit ami de la mère de Dimítris

## Distinctions
Sauf indication contraire, les informations mentionnées dans cette section peuvent être confirmées par la base de données cinématographiques IMDb,  présente dans la section « Liens externes ».

### Récompenses
- Festival international du film de Thessalonique 2016 : meilleure actrice pour Dímitra Vlagopoúlou
- Festival international du film de Saint-Sébastien 2016 : prix des nouveaux réalisateurs pour Sofía Exárchou
- Festival international du film de Genève 2016 : prix spécial de la compétition internationale pour Sofía Exárchou
- Festival international de films de femmes de Créteil 2017 : mention spéciale du meilleur premier long métrage pour Sofía Exárchou
- Festival international du film d'Athènes 2017 :
  - Meilleur(e) réalisateur(trice) débutant(e) pour Sofía Exárchou
  - Meilleur(e) acteur(rice) débutant(e) pour Dímitra Vlagopoúlou

### Nominations et sélections
- Festival international du film de Toronto 2016 : en compétition pour le prix FIPRESCI
- Festival international du film de Thessalonique 2016 : en compétition pour l'Alexandre d'or
- Festival international du film de Stockholm 2016 : en compétition pour le Cheval de bronze
- Festival international du film de San Francisco 2017 : en compétition pour le prix Golden Gate
- Festival Premiers Plans d'Angers 2017 : en compétition pour le prix du jury européen